# Bengalia cuthbertsoni
Bengalia cuthbertsoni este o specie de muște din genul Bengalia, familia Calliphoridae, descrisă de Zumpt în anul 1956. Conform Catalogue of Life specia Bengalia cuthbertsoni nu are subspecii cunoscute.